# وساطة ثقافية
الوساطة الثقافية هي إحدى الآليات الأساسية للتنمية البشرية المميزة وفقًا لنظرية علم النفس الثقافي التاريخي التي قدمها ليف فيجوتسكي وتطورت في عمل العديد من أتباعه في جميع أنحاء العالم.

## مقدمة
درس فيجوتسكي نمو الطفل وكيف استرشدت عملية النمو بدور الثقافة والتواصل بين الأشخاص. ولاحظ فيجوتسكي كيف تطورت الوظائف العقلية العليا من خلال التفاعلات الاجتماعية مع الأشخاص المهمين في حياة الطفل، لا سيما الوالدين وأشخاصًا آخرين أيضًا. من خلال هذه التفاعلات، استطاع الطفل تعلم العادات العقلية لثقافته، بما في ذلك أنماط الكلام واللغة المكتوبة والمعرفة الرمزية الأخرى التي يستمد من خلالها الطفل المعنى والتي تؤثر على تكوين الطفل لمعرفته. وعادة ما يُشار إلى هذه الفرضية الرئيسية لنظرية علم النفس الخاصة بفيجوتسكي باسم «الوساطة الثقافية». والمعرفة المحددة التي يكتسبها الطفل من خلال هذه التفاعلات مثلت أيضًا المعرفة المشتركة لثقافة ما. وتُعرف هذه العملية باسم الاستبطان.

## مثال
أسهل طريقة لفهم الوساطة هو البدء بمثال واتباع مبادئ فيجوتسكي بعد ذلك.
في عيد الميلاد الرابع لفتاة من أمريكا الشمالية، تجلس الفتاة على الطاولة مع الأصدقاء والعائلة. ونظرًا لأن الشموع الموجودة على كعكعة عيد ميلادها مضاءة وموضوعة على الطاولة، فإن الطفلة تكسب شعورًا عميقًا بالبهجة. وهذا الشعور لا ينبع فقط من معرفتها بأن الكعكة حلوة وأنها تحب الأطعمة الحلوة، وليس لأن تألق إضاءة الشموع تسر عينيها. وفي حين أن هذه الأشياء يمكن أن تكون سببًا كافيًا لاستثارة الاستجابة العاطفية لدى القرد، إلا أن هناك عمليات عقلية لدى الطفلة التي يبلغ سنها أربع سنوات والتي تتجاوز هذا بكثير. وتنتظر بصبر عندما تقوم العائلة والأصدقاء بالغناء «عيد ميلاد سعيد لك». والمتعة ليست في الكعكة نفسها ولكن في المعنى المرتبط بالكعكة بالنسبة لها. فهي علامة على أن هذا اليوم هو يوم خاص بالنسبة لها حيث تكون فيه محط الأنظار وأن أصدقاءها وأسرتها يمدحونها. كما أنها علامة على أنها أكبر سنًا من ذي قبل وأن هذا يجعلها تحظى بمكانة أعلى بين أقرانها. ليست المسألة مجرد كعكة، وإنما كعكة عيد ميلاد، وبشكل أكثر تحديدًا، إنها كعكتها الخاصة بها. لذا فإن المغزى الحقيقي من كعكة عيد الميلاد ليس في خصائصها المادية على الإطلاق، ولكن في الأهمية التي تُمنح لها بفعل الثقافة التي تتربى عليها الفتاة. وهذا لا يقتصر على الأشياء الاصطناعية مثل كعكة عيد الميلاد. فالفصل الدراسي ولعبة كرة القدم وجهاز إطفاء الحرائق تُعتبر جميعها أولاً وقبل كل شيء أشياء اصطناعية ثقافية يستمد الأطفال المعاني منها.
وهذا المثال يمكن أن يساعدنا على فهم نهج فيجوتسكي بشأن التنمية البشرية. مثل الحيوانات، لدينا وظائف عقلية أدنى ترتبط ارتباطًا وثيقًا بالعمليات البيولوجية. في مثال كعكة عيد الميلاد، فقد تقوم الطفلة التي تحبو بالوصول إلى الكعكة وأخذ جزء الكريم بيدها عند رؤية الكعكة وربما تتعرض الطفلة ذات السنوات الأربع لإغراء للقيام بذلك. بالنسبة للبشر، فإن الوظائف العقلية الأدنى تسهل خطًا جديدًا من النمو الذي يُعتبر مميزًا تميزًا نوعيًا للبشر. وأشار فيجوتسكي إلى هذا الأمر باعتباره الوظائف العقلية الأعلى. لا يمكن أن تتساوى الوظائف العقلية الأدنى مع الوظائف العقلية للقرد حيث إنها تتشابك مع خط الوظائف العقلية الأعلى وتُعتبر أساسية لها.
ومع ذلك، فإن الخط الأعلى للنمو هو الذي يفسر مثال كعكة عيد الميلاد برؤية عميقة.
ومن منظور نمو الطفل الفردي، فإن الخط السيكولوجي الأعلى للنمو يُوجه من قِبل نمو الأدوات والعلامات في إطار الثقافة. وفي مثالنا الوارد أعلاه، فإن كعكة عيد الميلاد أكثر من مجرد مصدر للغذاء، فهي علامة ذات معنى أعمق وأوسع بكثير. والعلامة تتوسط المدخلات الحسية الفورية واستجابة الطفلة، وبذلك يُسمح للحظة من التفكير والتنظيم الذاتي وهو ما لا يكون ممكنًا في غير ذلك الموقف. وتمثل هذه العلامات أدوات إلى الحد الذي يمكن عنده استخدامها للتأثير على البيئة المادية أو الاجتماعية أو تغييرها. وحتى كعكة عيد الميلاد يمكن اعتبارها كأداة من حيث إن الوالدين يستخدمانها لإثبات أن ابنتهما هي أكبر الآن ولها مكانة جديدة في المجتمع.
وتُعتبر الكعكة مثالاً معقدًا. ويمكن أن تكون الأدوات والعلامات أبسط بكثير، مثل إشارة الطفلة الرضيعة إلى شيء تشتهيه. في البداية قد تحاول ببساطة الوصول إلى الهدف، غير أن استجابة الأم لتمرير الهدف تساعد الطفلة على إدراك أن فعل الإشارة هو أداة لتغير البيئة وفقًا لاحتياجاتها. ومن هذه البدايات البسيطة الموجودة بين العقول الواعية يتطور عالم المعاني لدى الطفل الذي يخضع لوساطة الأدوات والعلامات بما في ذلك اللغة.
وبالتالي فإن الفرضية الرئيسية لفيجوتسكي هي أن الأدوات والعلامات يشترك فيهما أولاً وقبل كل شيء الأفراد في المجتمع ويمكن استيعابهما فقط من قِبل الأفراد الذين يتطورون في المجتمع كما يتجلى في هذا الاقتباس الشهير:

## كتابات أخرى
- Vygotsky, L.S. (1987). Thinking and speech. In L.S. Vygotsky, R.W. Rieber (Series Eds.), & A.S. Carton (Vol. Ed.), The collected works of L. S. Vygotsky. Vol. 1: Problems in general psychology (N. Minick, Trans.). New York: Plenum.